# Furacão Fifi–Orlene
O Furacão Fifi (mais tarde conhecido como Furacão Orlene ) foi um ciclone tropical cataclísmico que matou mais de 8.210 pessoas em Honduras em setembro de 1974, classificando-o como o terceiro furacão atlântico mais mortal já registado, atrás apenas do furacão Mitch em 1998 e do furacão 1780. Fifi é também o primeiro furacão de mil milhões de dólares a não atingir a costa dos EUA. Originado de uma forte onda tropical em 14 de setembro, o sistema seguiu continuamente na direção oeste-noroeste através do Caribe oriental. Em 16 de setembro, a depressão intensificou-se para a tempestade tropical Fifi, na costa da Jamaica. A tempestade rapidamente se intensificou em um furacão na tarde seguinte e atingiu seu pico de intensidade em 18 de setembro como um forte furacão de categoria 2. Mantendo a intensidade do furacão, Fifi roçou a costa norte de Honduras antes de fazer landfall em Belize no dia seguinte. A tempestade enfraqueceu rapidamente após o desembarque, tornando-se uma depressão no final de 20 de setembro. Continuando para o oeste, o antigo furacão começou a interagir com outro sistema no Pacífico oriental.
No início de 22 de setembro, Fifi recuperou o status de tempestade tropical antes de se regenerar totalmente em um novo ciclone tropical, a tempestade tropical Orlene. Orlene viajou em um caminho arqueado em direção ao México enquanto se intensificava rapidamente para um furacão de categoria 2 antes do landfall. A tempestade enfraqueceu após o landfall e se dissipou totalmente durante a tarde de 24 de setembro sobre as montanhas do México. Ao longo de seu caminho, a Fifi impactou nove países, deixando mais de 8.200 mortes e US $ 1,8 mil milhões (1974 USD; $ 9.45 mil milhão 2021 USD) em danos. A maior parte das perdas de vidas e danos ocorreram em Honduras, onde as chuvas do furacão, com pico por volta de 610 mm (24 in), provocou inundações repentinas e deslizamentos de terra generalizados.

Em uma única cidade, entre 2.000 e 5.000 pessoas morreram durante a noite, depois que uma grande enchente inundou a área. Fifi trouxe chuvas contínuas para a área por três dias, dificultando os esforços de socorro no que foi o pior desastre da história de Honduras na época. Na vizinha Guatemala, mais 200 pessoas morreram em graves inundações, tornando o Fifi o pior furacão a impactar o país em quase 20 anos. Após os danos catastróficos causados pela tempestade, agências de socorro de todo o mundo voaram em suprimentos de emergência para ajudar as centenas de milhares de desabrigados. Países mais próximos de Honduras, como os Estados Unidos, estabeleceram centros de doação de cidades que enviariam suprimentos para o país. Em esforços para prevenir a propagação de doenças pós-tempestade, o governo permitiu a queima de corpos à medida que eram recuperados. Em um único dia, até 6.000 corpos foram queimados. Devido aos danos extremos e à perda de vidas, o nome foi retirado da lista de nomes de furacões do Atlântico e não foi mais usado desde então.
O furacão Fifi se originou de uma onda tropical que atingiu a costa oeste da África em 8 de setembro. Quando a tempestade entrou no Atlântico, as imagens de satélite mostraram que o sistema já estava bem desenvolvido. Viajando para o oeste, a onda entrou no Mar do Caribe em 13 de setembro. Logo após emergir no Caribe, a atividade convectiva aumentou rapidamente. No dia seguinte, uma aeronave de reconhecimento da Marinha dos EUA entrou no sistema e encontrou uma circulação de baixo nível em desenvolvimento. Operacionalmente, o sistema não foi declarado uma depressão tropical pelo National Hurricane Center (NHC) até o final de 15 de setembro; no entanto, no banco de dados de furacões no Atlântico, foi determinado que se tornou uma depressão tropical durante a tarde de 14 de setembro.  O NHC inicialmente previu que a depressão continuaria sua trajetória oeste-noroeste, eventualmente atingindo Cuba, embora a tempestade nunca tenha mudado para o norte.
A depressão continuou a se organizar enquanto se voltava para o oeste e, no final de 16 de setembro, o sistema se intensificou na tempestade tropical Fifi, logo ao sul da Jamaica.  À medida que se movia para oeste, a tempestade se intensificou, atingindo o status de furacão aproximadamente 24 horas após ser nomeado  após a formação de uma feição da parede do olho. Naquela época, a tempestade era assimétrica, com ventos fortes se estendendo por até 100 mi (155 km) ao norte e até 50 mi (85 km) ao sul. A tempestade virou ligeiramente para sudoeste, e em 18 de setembro, Fifi atingiu seu pico de intensidade com ventos sustentados máximos de 180 km/h (110 mph) e uma pressão barométrica de 971 mbar (hPa; 971 mbar (28.7 inHg) ). Isso fez do Fifi um furacão de categoria 2 de ponta na escala de furacões de Saffir-Simpson,  que havia sido adotado no ano anterior. Por volta dessa época, o furacão quase dobrou de tamanho, com um diâmetro de vendaval cobrindo agora uma área de 300 mi (485 km) de diâmetro.

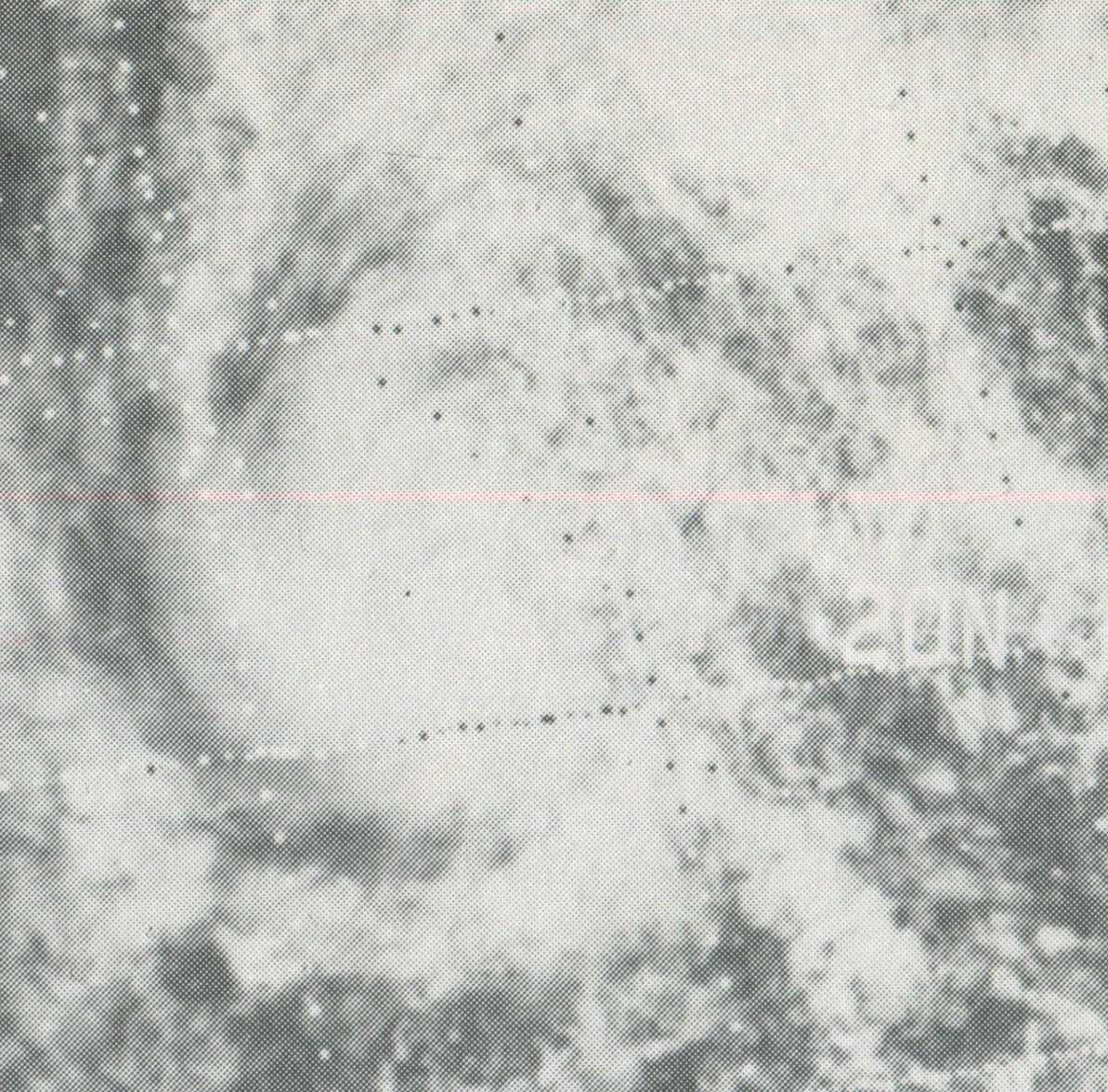
Furacão Orlene 23 de setembro, pouco antes de sua chegada ao sudoeste do México

Embora no início da temporada o furacão Carmen tenha atingido o status de categoria 4 em um local semelhante, Fifi não conseguiu se intensificar ainda mais devido à sua proximidade com a terra. A maior parte da porção sul da circulação foi inibida pelas montanhas de Honduras ao passar em 32 km (20 mi) da costa. Fifi manteve sua intensidade de pico por cerca de 24 horas até que começou a enfraquecer pouco antes de fazer landfall perto de Placencia, Belize com ventos de 169 km/h (105 mph).  Depois de se mover para o interior, o furacão enfraqueceu para uma tempestade tropical e se deteriorou ainda mais em uma depressão tropical, uma vez que se mudou para o sudoeste do México no final de 20 de setembro.  Dois dias depois, o antigo furacão emergiu sobre as águas perto de Acapulco, no México, tornando-se o terceiro ciclone tropical conhecido a atravessar a América Central e entrar na bacia de furacões do nordeste do Pacífico. Quando voltou para águas abertas, Fifi voltou a atingir o status de tempestade tropical; no entanto, só manteve essa intensidade por 18 horas antes de ser renomeado para Orlene.  Há divergências entre as agências de previsão de ciclones tropicais quanto ao papel que a Fifi desempenhou no desenvolvimento de Orlene.
Após a formação ou fusão dos sistemas, Orlene começou a se intensificar. Durante a tarde de 23 de setembro, a tempestade intensificou-se para um furacão, uma vez que viajou rapidamente em direção ao norte-nordeste. Pouco antes de atingir a terra firme, um pequeno olho se desenvolveu no centro do furacão, resultando no NHC atualizando-o para uma tempestade de categoria 2 com ventos máximos de 169 km/h (105 mph). No entanto, o EPHC informou que a tempestade atingiu seu pico com ventos de 130 km/h (80 mph). O rápido enfraquecimento ocorreu após a chegada da tempestade, degenerando em uma baixa remanescente apenas seis horas após se mover para o interior. O sistema remanescente persistiu por várias horas antes de se dissipar nas montanhas do México.

## Preparações e impactos

### Grandes Antilhas
Em 15 de setembro, o Governo da Jamaica começou a se preparar para os impactos potenciais da tempestade. Os residentes foram aconselhados a estar cientes de possíveis rajadas de chuva associadas à tempestade. Além disso, foram emitidos avisos de pequenas embarcações devido ao mar agitado produzido pela então depressão tropical. Passando ao sul da Jamaica como uma tempestade tropical, Fifi trouxe fortes chuvas para a ilha montanhosa, excedendo 200 mm (8 in) em alguns locais. Inundações severas afetaram partes de Kingston, deixando algumas áreas com menos de 2 ft (0.61 m) de água. Os danos da tempestade totalizaram centenas de milhares de dólares, embora nenhuma perda de vida tenha sido relatada. Na vizinha Hispaniola, o sistema produziu chuvas moderadas que provocaram inundações repentinas. Avisos de pequenas embarcações também foram emitidos para partes do sul de Cuba enquanto Fifi contornava a Jamaica. Os navios foram aconselhados a permanecer no porto nas Ilhas Cayman, já que os residentes começaram a se preparar para os ventos com força de furacão.

### Honduras
Fifi se tornou uma ameaça para Honduras em 17 de setembro quando a tempestade atingiu a força de um furacão, ponto em que os meteorologistas revisaram suas previsões para antecipar o landfall em Honduras ou na Nicarágua em 18 de setembro ou 19. Em resposta, as autoridades em Honduras instaram centenas de milhares de residentes a evacuar as áreas costeiras e propensas a inundações. Apesar do aviso, relativamente poucos deram ouvidos a essas ordens de evacuação, provavelmente desempenhando um papel na grande perda de vidas após a tempestade.
Durante o primeiro dia do ataque do furacão, a região experimentou ventos de até 132 mph (212 km/h) e chuvas constantes. Os primeiros relatos de danos do governo hondurenho via rádio afirmam que 14 pessoas foram mortas, enquanto mais de 100 estavam desaparecidas. Em apenas 24 horas, 182 cidades e vilas foram completamente destruídas. De acordo com a Cruz Vermelha, entre 800 e 1.200 pessoas morreram em 12 horas do desembarque de Fifi em Honduras. Os ônibus que passavam por passagens nas montanhas derraparam nas encostas dos penhascos devido às estradas escorregadias, matando muitas pessoas. As inundações repentinas destruíram milhares de casas e isolaram várias cidades. Ondas, chegando a 10 ft (3.0 m) em altura, destruiu amarrações e encalhou numerosos navios.
Chuva contínua caiu ao longo de 19 de setembro, resultando em deslizamentos de terra generalizados que mataram mais de 2.000 pessoas. Um grande deslizamento de terra bloqueou o rio Choloma, impedindo a água do rio e os 510 mm (20 in) de chuva causada pelo Fifi ao atingir o oceano. As águas dessa represa natural foram liberadas em 20 de setembro, quando uma ponte de concreto rompeu a montante e rasgou o deslizamento. A torrente de água desceu pelo vale, desencadeando uma grande inundação. A cidade de Choloma foi dizimada, com uma estimativa de 2.800–5.000 pessoas mortas em uma população de 7.000. A enchente ocorreu durante a noite, então a maioria dos residentes não sabia da catástrofe iminente.

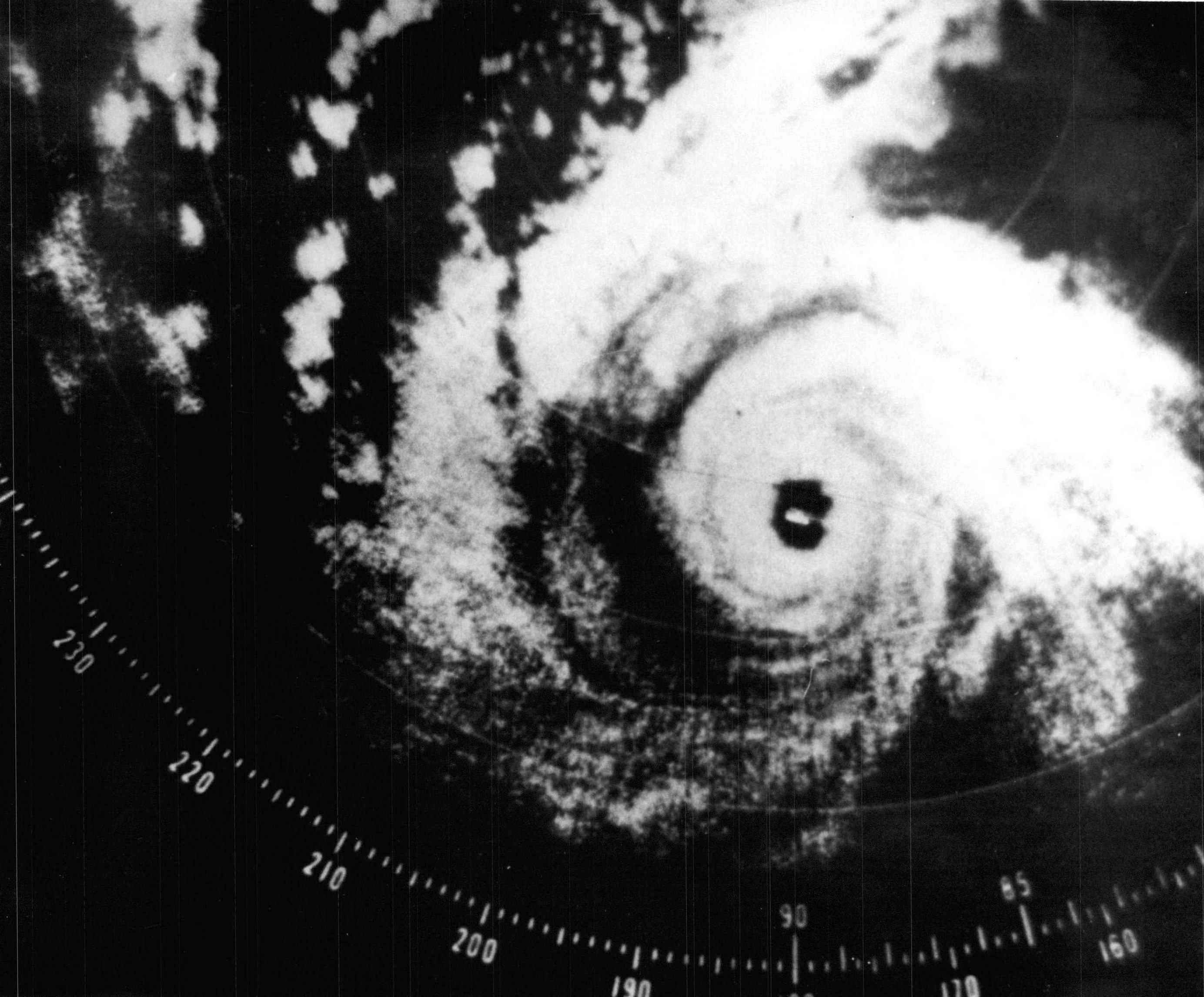
Imagem de radar do furacão Fifi se aproximando da terra firme em Belize

Outras cidades ao longo da costa sofreram destinos semelhantes aos de Choloma. Em Armenta, cerca de 400 famílias desapareceram depois que um grande deslizamento de terra enterrou a cidade. No entanto, a cidade é pouco conhecida pela população do campo e os relatos da área são escassos. Outra cidade costeira, Omoa (população de 2.500 a 3.000) foi completamente destruída durante a noite em 19 de setembro. Todos os residentes foram presumidos como mortos; no entanto, como Armenta, poucas pessoas sabem da cidade e as estimativas de fatalidades variam de 30 a 3.000.
Embora a essa altura a tempestade estivesse situada no interior do México, sua circulação continuou a produzir tempestades sobre Honduras, dificultando os esforços de resgate. Os resgates noturnos foram impedidos por uma densa neblina cobrindo a maioria dos vales das montanhas. A cidade de La Ceiba, com 53.000 habitantes, estava completamente isolada das áreas circundantes. Muitos foram considerados mortos, pois os jornais relataram corpos flutuando nos rios.
O número de mortos aumentou às centenas todos os dias; a certa altura, o número oficial de mortos foi estimado em 10.000. Ainda há incerteza no número total de fatalidades devido à Fifi. Em geral, entretanto, a maioria das estimativas varia de 8.000 a 10.000. No geral, isso classificou o Fifi como o terceiro furacão mais mortal do Atlântico na época. Ele foi finalmente reduzido para o quarto lugar depois que o furacão Mitch em 1998 causou destruição semelhante na mesma região, deixando entre 11.000 e 18.000 mortos.
Em todo o país, a Fifi infligiu quase US $ 1,8 mil milhões (1974 USD; $ 9.45 mil milhão 2021 USD) como parte do que foi, na época, o pior desastre natural da história de Honduras. Devido aos danos que Fifi causou, Fifi é o furacão mais caro do Atlântico a atingir um máximo de categoria 2. Em certas regiões costeiras, apenas as estruturas construídas em altitudes mais elevadas foram mantidas de pé. Muitas cidades foram destruídas em mais de 80%. A Fifi demoliu mais de 10.000 casas bem construídas em Honduras. Estima-se que 150.000 pessoas ficaram desabrigadas devido à Fifi. No entanto, o governo hondurenho estimou que entre 350.000 e 500.000 ficaram desabrigados. A safra de banana do país foi completamente destruída pelo furacão; como resultado, sua economia foi severamente afetada.

### Em outro lugar na América Central
As autoridades em Belize e na Guatemala se apressaram em tomar as precauções de emergência para o furacão que se aproxima. Grande parte da América Central ao norte da Nicarágua foi afetada pelo furacão. Precipitação chegando a 100 mm (4 in) áreas afetadas tão ao norte quanto Campeche, México. Em Chinandega, Nicarágua, as chuvas da tempestade somaram 370 mm (14.5 in) durante um período de quatro dias. A forte precipitação levou a inundações significativas em todo o país, pois dezenas de rios ultrapassaram suas margens; centenas ficaram desabrigados. As comunidades de La Conquista, Dulce Nombre, San Gregorio e San Vicente foram isoladas pelas águas das enchentes, depois que as estradas que levavam a elas foram destruídas. Em Chiquito, Izapa e Tamarindo, mais de dez casas foram destruídas e 50 pessoas ficaram desabrigadas por causa da tempestade. Depois que o Rio Coco transbordou de suas margens em Jinotega, 120 casas foram destruídas, deixando 113 famílias desabrigadas. Numerosas outras comunidades sofreram danos semelhantes em todo o país, especialmente perto da fronteira com Honduras. Centenas de pessoas na cidade de Wiwili agarraram-se às copas das árvores e telhados ao longo do Rio Coco.
Embora a tempestade tenha atingido a costa de Belize, o país sofreu consideravelmente menos danos do que as vizinhas Honduras. No entanto, chega a 109 mph (175 km/h) foram registados. A combinação de ventos e chuvas torrenciais danificou ou destruiu centenas de casas em Belize. Ondas ao longo da costa atingiram 12 ft (3.7 m) acima do normal. Embora as chuvas torrenciais excedam 610 mm (24 in) caiu nas proximidades de Honduras, apenas 150 mm (6 in) caiu no país. A safra de banana de $ 800.000 do país foi completamente destruída pela tempestade. Apesar da gravidade dos danos, não houve relatos de mortes em Belize. Na Guatemala, a tempestade enfraquecida trouxe chuvas extremas que causaram extensas inundações repentinas. Numerosas pontes, estradas e casas foram arrastadas ou destruídas. Pelo menos 200 pessoas morreram, tornando Fifi a mais letal do país em quase 20 anos. Em El Salvador, as faixas externas de Fifi produziram chuvas torrenciais que mataram pelo menos dez pessoas.

### México e Arizona
Enquanto Fifi rastreava a América Central, a orla externa da tempestade produziu 100 mm (4 in) de precipitação no extremo norte de Campeche. O México sofreu pouco ou nenhum dano causado pelo furacão Fifi. Uma vez re-designada como Furacão Orlene, no entanto, a tempestade impactou a costa do Pacífico do México como uma furacão categoria 2. Não houve relatos de vítimas ou grandes danos. Em Acapulco, relatórios indicaram que 280 mm (11 in) de chuva caiu em um intervalo de seis horas. A umidade remanescente do furacão trouxe pouca chuva para partes do Arizona.

## Rescaldo
| Região      | Mortes diretas | Dano                |
| ----------- | -------------- | ------------------- |
| Jamaica     | 0              | $ 1,000s            |
| Honduras    | 8.000-10.000   | $ 1,8 mil milhão    |
| Nicarágua   | 0              | Desconhecido        |
| Belize      | 0              | $ 800.000 +         |
| El Salvador | 10             | Desconhecido        |
| Guatemala   | 200            | Desconhecido        |
| México      | 0              | Desconhecido        |
| Total       | 8.210+         | $ 1,8 mil milhões + |

Após os graves danos e perda de vidas sem precedentes causados pelo furacão Fifi, seu nome foi aposentado no final da temporada de 1974. Como tal, o nome foi removido das listas rotativas de nomes usadas na bacia do furacão no Atlântico. No entanto, Fifi não foi substituído por nenhum nome em particular devido a uma mudança no esquema de nomenclatura do furacão no Atlântico em 1979.

### Resposta e assistência
Na esteira da tempestade, as agências de socorro e o governo de Honduras ficaram impressionados com a magnitude do desastre. Aviões de resgate voando por todo o país relataram que centenas de corpos estavam flutuando em rios e áreas cobertas de água antes ocupadas por cidades. Nos primeiros três dias, os esforços de socorro foram geralmente mínimos devido ao estado extremamente ruim das estradas em Honduras. Numerosos países enviam toneladas de ajuda ao país devastado, embora inicialmente tenham sido estocados pelo governo até que pudessem ser devidamente distribuídas. Em 24 de setembro, aviões cheios de suprimentos de socorro estavam sendo enviados para Honduras dos Estados Unidos, Cuba, Costa Rica, El Salvador, México, Guatemala e Venezuela. Equipes de socorro, sobrecarregadas com o número de corpos, começaram a tomar medidas desesperadas para evitar a propagação de doenças. Estima-se que 5.000 a 6.000 corpos foram queimados até 24 de setembro.
Quatro helicópteros fornecidos pelos Estados Unidos, a partir do Canal do Panamá, rapidamente iniciaram missões de resgate. Eles transportaram sobreviventes das águas das enchentes por via aérea e os colocaram em áreas elevadas. Os tripulantes relataram que as pessoas estavam desesperadas para entrar nos helicópteros e, durante uma missão, 34 pessoas se amontoaram em uma das aeronaves, que tem capacidade normal para 15 pessoas. Pacotes de comida entregues aos sobreviventes foram disputados, algumas pessoas supostamente lutando entre si com facões pelos suprimentos. Durante várias das missões de resgate posteriores, pessoas morreram de fome e desnutrição a bordo dos helicópteros. Da vizinha Belize, a Grã-Bretanha enviou 57 soldados em barcos a motor para levar comida aos sobreviventes nas regiões inundadas. Um grupo de 41 especialistas médicos cubanos, incluindo 21 médicos, tratou quase 900 em um período de dois dias.

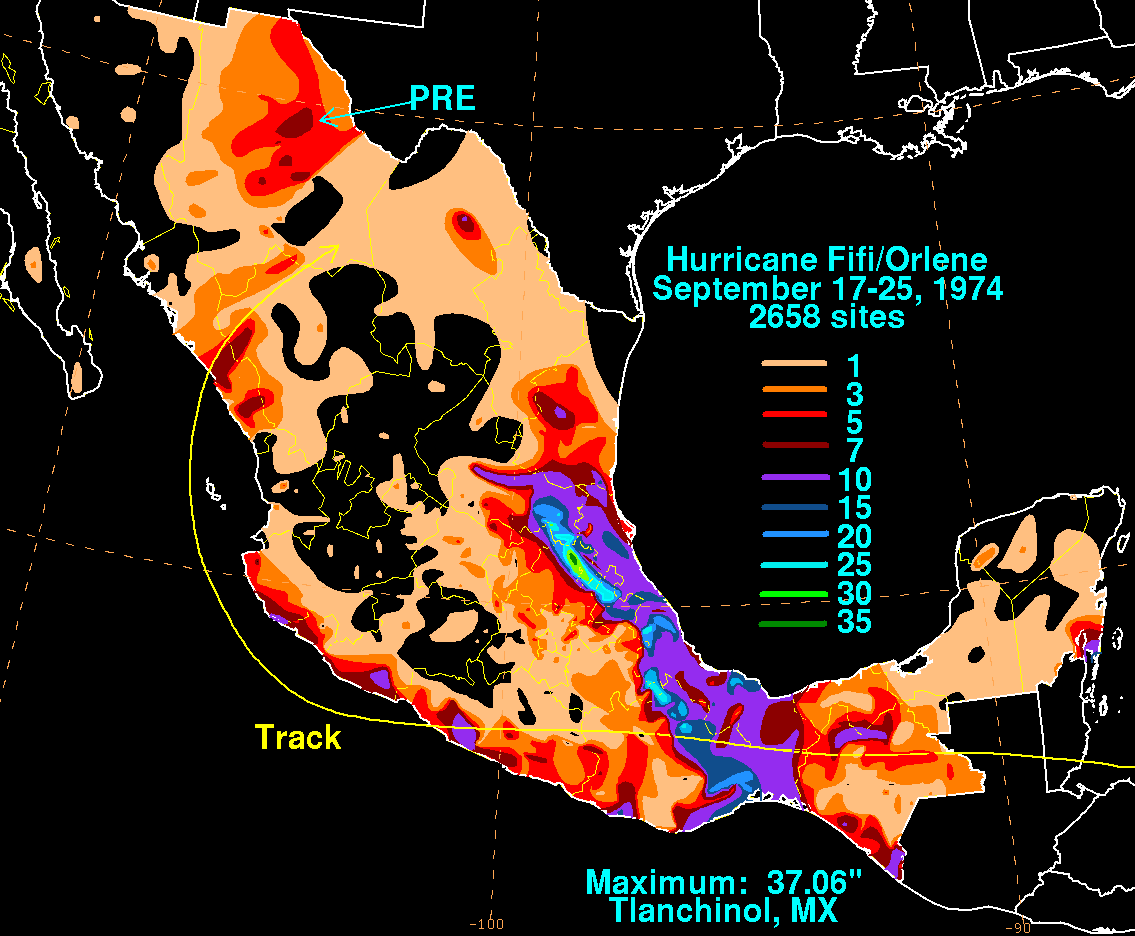
Precipitação total da tempestade para Fifi / Orlene no México

Em 24 de setembro, mais de 350.000 pessoas buscaram refúgio em abrigos instalados em todo o país. Os voluntários da Cruz Vermelha ficaram impressionados com o número de famílias que pediram ajuda para encontrar parentes desaparecidos. Os aviões de socorro enviados pelos Estados Unidos foram inicialmente atrasados devido ao tempo inclemente. Vários dias após a passagem da tempestade, eles conseguiram pousar no país. Esses aviões estavam carregados com alimentos, roupas, água, remédios e outros suprimentos de emergência. Juan Bautista descreveu o desastre causado por Fifi como "o pior momento na história de 150 anos do país desde a independência".
Centros de doação foram instalados nas principais cidades dos Estados Unidos pelo governo hondurenho. Eles planejavam encher três aviões e cinco ou seis navios com suprimentos que seriam trazidos para o país. Em Miami, Flórida, o governador Reubin Askew pediu a todos os residentes que doassem para a Cruz Vermelha ou o Exército de Salvação para ajudar as pessoas afetadas pelo furacão. Em São Petersburgo, Flórida, uma equipe de 14 médicos foi enviada ao país em 9 de outubro. Outros médicos organizaram campanhas de arrecadação de fundos, uma delas de US $ 50.000; no entanto, as autoridades em Honduras acreditavam que isso não chegaria nem perto dos fundos necessários para o que se tornaria um desastre multibilionário. Diversas outras nações e agências de socorro se juntaram ao esforço para ajudar Honduras no que foi considerada uma das maiores operações de socorro da história. Dias depois da tempestade, brigadas, implantadas pelos militares hondurenhos, começaram a atingir as áreas mais atingidas à medida que as enchentes começaram a diminuir.
Somente em Miami, 14 toneladas de bens de primeira necessidade foram doadas a Honduras. Aproximadamente um mês após o início da tempestade, os Estados Unidos doaram cerca de 1,8 milhões de libras (816.000 kg) de suprimentos de socorro. As agências governamentais também começaram a trabalhar em planos para reviver a economia quebrada. Um plano inicial de $ 5 milhões para reiniciar o negócio agrícola foi criado e outros US $ 15 milhões foram concedidos como um empréstimo de dois anos. Um grupo de pessoas de uma igreja batista no Texas gastou US $ 30.000 em um carrinho de comida feito sob encomenda para distribuir alimentos para o povo de El Progreso. Em algumas áreas, os moradores não sabiam como usar certos suprimentos, como papel higiênico e saquinhos de chá, devido à sua cultura e isolamento das áreas urbanas. "... uma equipe de helicópteros britânicos jogou papel higiênico e saquinhos de chá para o povo de El Progreso, que não está familiarizado com os dois itens. Usando o papel higiênico como invólucro, os moradores fumaram o chá. "
Em Honduras, a Cruz Vermelha e outras agências de ajuda tentaram rapidamente descarregar aviões para garantir que os suprimentos chegassem às vítimas. No entanto, alguns dos suprimentos foram acumulados pelos militares hondurenhos quando eles foram rapidamente descarregar os aviões. Um dos incidentes aconteceu depois que um avião com suprimentos da Argentina pousou e os militares expulsaram os voluntários do avião. Uma vez nas mãos dos militares, o destino dos suprimentos era desconhecido. Como a quantidade total de suprimentos não chegou às vítimas, surgiram relatos de pessoas morrendo de fome. Por fim, as equipes de socorro descobriram que esses relatos eram verdadeiros, pois distribuíram alimentos para os sobreviventes.
Após a tempestade, a economia do país sofreu por dois anos. Nesse período, o déficit anual chegou a US $ 200 milhões, contra a receita anual de $ 153 milhão.

### Reconstruindo
Em 1977, um projeto de reconstrução em grande escala envolvendo seis aldeias em Honduras começou. A primeira das seis áreas do projeto continha 121 residências com uma área média de 25 metros quadrados. Ele estava localizado ao longo de uma importante rodovia no norte de Honduras; no entanto, a reconstrução foi inicialmente atrasada por problemas de erosão. O segundo plano consistia em 127 casas a cerca de um quilômetro ao sul do primeiro. A terceira, composta por 26 casas de concreto, foi instalada na cidade de El Progreso. Este projeto foi determinado para abrigar o máximo de pessoas por casa, cerca de sete ocupantes para um total preliminar de 182 pessoas. A quarta foi a mais isolada das seis construções planejadas. Em uma área rural distante das regiões urbanas, 92 casas foram planejadas para serem construídas. O quinto empreendimento, composto por 33 residências, foi implantado próximo ao primeiro empreendimento, possuindo acesso semelhante à rodovia principal. O projeto de habitação final, e maior, foi estabelecido ao sul da cidade destruída de Choloma. Um total de 600 casas, todas construídas em blocos de concreto e dobradas, foram colocadas neste projeto habitacional.
Em 3 de outubro de 1974, os empresários guatemaltecos Dionisio Gutiérrez e Alfonso Bosch morreram quando viajavam de avião para apoiar as vítimas do furacão Fifi – Orlene em Honduras. O avião transportava um carregamento de medicamentos recolhidos pelo Rotary Club da Guatemala, mas que sofreu um acidente devido às condições meteorológicas e à carga perto da aldeia de Las Nubes. Os descendentes dos falecidos, donos de empresas como Pollo Campero, Avícola Villalobos e Empacadora Toledo, criaram a Fundação Juan Bautista Gutierrez para centralizar uma série de projetos sociais que vinham desenvolvendo há vários anos.